# Mongul
Mongul è il nome di due personaggi immaginari che compaiono nei fumetti della DC Comics. Il Mongul originale comparve per la prima volta in DC Comics Presents n. 27 (novembre 1980), e fu creato da Jim Starlin e Len Wein. Il secondo Mongul, figlio del primo, comparve per la prima volta in Showcase '95 n. 8 (settembre 1995) e fu creato da Jeph Loeb.
Nel 2009, Mongul fu posizionato al 41º posto nella classifica “Top 100 Comic Book Villains” redatta da IGN.

## Biografia del personaggio

### Pre-Crisi
In origine, Mongul era il tiranno della sua razza. Deposto infine da una rivoluzione guidata da un antico mistico conosciuto come Arkymandryte, Mongul fuggì dal colpo di Stato con un piccolo gruppo di fedeli e giurò che avrebbe riconquistato il suo ruolo. Alla fine, cercò l'arma più potente dell'Universo: il pianeta artificiale, il Pianeta della Guerra. Per attivarlo, però, necessitava di una "chiave", che era sotto la custodia di Martian Manhunter. Mongul rapì tre degli amici di Superman (Lois Lane, Jimmy Olsen e Steve Lombard) per costringere l'eroe a prendere la chiave per lui. Superman combatté contro il suo compagno della League, lo sconfisse ed ottenne la chiave. Nella lotta successiva, Manhunter salvò gli amici di Superman, ma Mongul riuscì a fuggire con la chiave. Mongul riuscì ad attivare il Pianeta della Guerra e lo collegò alla sua mente per controllarlo direttamente. Il Pianeta fu attaccato da Superman e Supergirl, e Mongul utilizzò la sua super arma contro di loro. Quasi troppo tardi, capì che il controllo della sua mente lo prosciugava troppo; però, riuscì a scappare prima che i due eroi distruggessero il Pianeta della Guerra.
Qualche tempo dopo, Mongul tentò di nuovo di rubare una super arma; questa volta, era una macchina che emetteva un raggio in grado di distruggere i pianeti utilizzato dall'impero di un'altra galassia per costringere i suoi cittadini all'obbedienza. Quest'arma veniva controllata dalla corona dell'Imperatrice. Nel tentativo di avere la corona, Mongul uccise l'imperatrice, catturò il fratello, e il supereroe Starman e minacciò di ucciderlo a meno che l'amante dell'eroe non gli avesse dato la corona. Ottenuta la corona, Mongul fu di nuovo attaccato da Superman; questo si dimostrò un diversivo mentre Starman ne approfittò per distruggere la corona. Sfortunatamente, Mongul riuscì di nuovo a fuggire.
Agognando vendetta su Superman, Mongul rubò un Mangiatore di Soli dai Controllori che lo custodiva e tentò di utilizzarlo per deviare il sistema solare della Terra. Con l'aiuto della Legione dei Super-Eroi, il Mangiatore di Soli fu distrutto (e Superman riuscì finalmente a sconfiggere Mongul in un combattimento corpo a corpo).
Mongul è probabilmente conosciuto per la sua parte nella storia di Alan Moore "Per l'Uomo che Aveva Tutto" che comparve in Superman Annual n. 11.

### Post-Crisi
Dopo che la DC decise di rinnovare i suoi Universi dopo Crisi sulle Terre infinite, le storie del Mongul originale non erano più valide (con l'eccezione di "Per l'Uomo che Aveva Tutto"). Mongul fu reintrodotto come possessore e padrone del Pianeta della Guerra e come creatore di un suo impero spaziale. Era solito intrattenere i cittadini del suo impero con i combattimenti dei gladiatori; il suo campione era un alieno di nome Draaga. Mongul catturò Superman per utilizzarlo nel suo spettacolo, ma l'eroe finì per allearsi con Draaga e costringendo Mongul alla fuga. Mongul fu poi costretto con la tortura a servire il Cyborg Superman al fine di avere vendetta sull'eroe kryptoniano e tentò di trasformare la Terra in un altro Pianeta della Guerra. Durante il processo, la casa della Lanterna Verde Hal Jordan, Coast City, fu distrutta, cosa che portò Jordan ad unirsi a Superman e ai suoi alleati per sconfiggere Mongul (vedi La Morte di Superman). Dopo la sconfitta, Mongul fu imprigionato in una prigione per criminali galattici, solo per evadere durante una rivolta. Il suo primo obiettivo fu Lanterna Verde; scoprì che la Lanterna che stava affrontando (Kyle Rayner), però, non era la stessa con cui si era battuto in precedenza. Venne sconfitto quando l'anello di Kyle non mostrò alcuna debolezza verso il giallo, qualcosa che scioccò persino il suo aiutante, Superman. Dopo essere stato sconfitto, Mongul fu riportato in prigione.
Mongul fuggì dalla colonia lunare su cui era prigioniero, uccidendo chiunque, compresi i prigionieri, che furono lasciati a morire nel vuoto dello spazio. La nave che utilizzò per scappare fu quasi distrutta e lui si avvicinò alla morte; venne teleportato su un altro pianeta e si salvò. In cambio, prese il controllo sul pianeta, su cui venne lasciato da solo, in quanto gli abitanti preferirono morire di un virus sconosciuto che divenire suoi schiavi, finché Mongul non trovò due neonati immuni al virus (Showcase '95 n. 7 e 8, ristampato in DC Universe Special Superman n. 1). Mongul venne successivamente sconfitto da Flash quando tentò di far decollare una nave spaziale di un nemico dei Darkstar sotto Keystone City. Flash riuscì con facilità a sconfiggere Mongul. In realtà, Flash utilizzò Mongul per testare la nuova gamma di poteri e durante la battaglia, Wally fu colpito solo una volta da Mongul. Infine, Flash utilizzò la sua super velocità per confondere Mongul e sconfiggerlo, e lo imprigionò nello Slab, una prigione per super criminali (Flash n. 102, ristampato in DC Universe Special Superman n. 1).
Durante la storia di Underworld Unleashed, il Signore Demone Neron cominciò ad offrire ai super criminali dei superpoteri in cambio della loro anima, tutto quanto accendendo una candela. Mongul fu uno di quelli a cui fu fatta l'offerta, ma il suo orgoglio gli fece declinare l'offerta e minacciare Neron. In risposta, Neron picchiò facilmente Mongul a morte per la sua provocazione, prendendosi la sua anima oltretutto.

#### Figlio di Mongul
Il figlio di Mongul, anche lui di nome Mongul, compare per assistere ed allenare Superman per l'arrivo di Imperiex. Questo Mongul sembra essere molto più potente di suo padre. Sembrò essere stato ucciso nel crossover Our Worlds at War, ma ritornò in Crisi infinita dopo aver saputo da Despero che la Justice League era stata distrutta. La loro intenzione era quella di saccheggiare la Torre di Guardia della League ma finirono per scontrarsi con Batman, Superman e Wonder Woman. Fu quasi ucciso da Wonder Woman prima di fuggire attraverso una teleporta ancora funzionante. La teleporta lo trasferì sulla Terra, per minacciare Hal Jordan, di nuovo Lanterna Verde, utilizzando su di lui e Freccia Verde le Black Mercy. Nel frattempo, cercò sua sorella, Mongal, per sistemare i battibecchi di famiglia. Gli eroi riuscirono a liberarsi e ad utilizzare la teleporta per teleportare Mongul e Mongal sul loro pianeta natale. Affermando che la famiglia era una debolezza, Mongul decapitò Mongal con un singolo pugno alla sua testa.
Le origini di Mongul lo descrissero come un giovane che voleva somigliare a suo padre. Viaggiò e si fece un'istruzione visionando vecchi traduttori digitali dove suo padre combatteva contro Superman ed i suoi alleati e la distruzione di Coast City. Copiò le azioni di suo padre quando incontrò un gruppo di alieni la cui nave spaziale si schiantò su Arkymandryte, trasformandoli in schiavi. Il padre di Mongul ritornò, e scoprì gli schiavi di suo figlio, li uccise e gli disse che solo un essere sul pianeta meritava la sua adorazione. Mongul ricevette una anello giallo del potere dopo aver spezzato il collo ad un membro del Sinestro Corps (un'altra immagine mostrava Mongul con un anello giallo e uno verde del Corpo delle Lanterne Verdi). Mongul offrì alle reclute del Sinestro Corps una scelta: servirlo o morire. Rimosse gli anelli da tutti coloro che rifiutavano, e in un momento ottenne cinque anelli gialli del potere. Quindi attaccò Arisia e Sodam Yat con le piante Black Mercy, e li fece prigionieri. Utilizzò i suoi anelli per inviare i semi delle sue piante modificate per portare grande paura alle sue vittime in vita, invece che nei loro sogni, su numerosi pianeti. In un confronto con diversi membri del Corpo delle Lanterne Verdi, Mongul fu sconfitto quando la Lanterna Verde Bzzd lo punse in un occhio facendolo cadere sul pianeta delle Black Mercy. Fu infine visto seppellito nel terreno, venendo utilizzato come cibo per le Black Mercy. Tuttavia, riuscì a liberarsi e a fuggire dal pianeta, mentre portava con sé i suoi anelli e il suo braccio destro. Questo braccio gli fu strappato durante il confronto con le Lanterne, ma grazie agli anelli gialli del potere è in grado di controllarlo e farlo funzionare. Mongul attaccò una nave vicina per trovare del cibo, uccidendo il marito della pilota. Questo fece sì che inavvertitamente la donna divenisse la prima recluta delle Star Sapphires: l'anello viola del potere fu attirato da lei per il vuoto nel cuore causato dalla sua perdita. Mongul utilizzò il suo braccio destro per invadere il pianeta Daxam e stabilirlo come nuova casa per la sua fazione di Sinestro Corps sotto il suo comando. Tuttavia, dovette combattere per il suo ruolo contro Arkillo. Sconfiggendolo in un singolo scontro, Mongul gli strappò la lingua e la indossò come una collana. Durante tutto ciò, ottenne la lealtà della fazione dei Sinestro Corps leali ad Arkillo e completò così la conquista del pianeta Daxam, ma tenne per sé le attenzioni di Arisia e di Sodam Yat, il daxamita ospite dell'entità della volontà nota come Ion. Con l'arrivo di Arisia e di Sodam yat, molti membri del Sinestro Corps furono subito sconfitti e uccisi da Yat finché i suoi poteri simili a quelli di Superman non vennero meno a causa del sole rosso di Daxam. Nonostante la sua perdita di potere e l'incredibile forza di Mongul, Yat si scontrò con lui, utilizzando la forza di Ion per lanciarlo nello spazio, prima di entrare nel sole di Daxam e renderlo giallo da rosso, donando a tutti i daxamiti i superpoteri. I Daxamiti sconfissero le forze di Mongul e i Sinestro Corps abbandonarono Daxam, con il loro despota che cercava un nuovo pianeta da trasformare nel loro quartier generale.
Mongul portò i Sinestro Corps su Korugar, il pianeta natale di Sinestro, con gli abitanti appesi per le strade. Rinominò, poi, il Sinestro Corps come "Mongul Corps". Poco dopo, Sinestro fu portato su Korugar per scontrarsi con Mongul. Quindi, utilizzando un override costruito nell'anello di Mongul, Sinestro lo sconfisse, reclamando così il Sinestro Corps. Poi, imprigionarono Mongul nella Batteria del Potere Centrale dei Corps.

## Poteri e abilità
Mongul possiede straordinari attributi fisici super umani. Dimostrò di avere una forza pari al Superman della Silver Age. In più, era invulnerabile a quasi tutti i danni fisici. Mongul possiede anche l'abilità di creare cubi di dimensioni inverse, progettati per prevenirne la fuga deformando le loro realtà interne e assorbendo ogni potere utilizzato contro di loro dall'interno. Possiede anche la tecnologia o la limitata capacità della telepatia, e trasporto anche attraverso distanze interplanetarie.
Mongul ha la capacità di prendere fuoco volontariamente e usare il fuoco come arma, ha la capacità di modellare e allungare il suo corpo a piacimento come fosse di gomma, può inoltre generare un campo di forza, ovvero una forma di energia tangibile che è praticamente indistruttibile, in grado di resistere anche a bombe gamma e alla potenza di personaggi come Superman, Wonder Woman o Capitan Atom.
Dopo gli eventi di Crisi sulle Terre Infinite, Mongul possedeva sempre la sua forza e la sua resistenza. Mongul II, la sua progenie, dimostrò che la sua forza era pari, o addirittura superiore di quella di suo padre, dato che riuscì a tenere testa da solo a Superman, Batman e Wonder Woman in Crisi Infinita n. 1, e uccise la sua stessa sorella con un solo colpo in Green Lantern n. 9. Entrambe le incarnazioni di Mongul portavano un cannone ad alta energia sul petto.
Mongul utilizzava spesso una forma di vita simile ad una pianta chiamata "Black Mercy" come una specie di arma. Questo parassita aveva l'abilità di immergere totalmente la sua vittima in un mondo di fantasia. Lo fa semplicemente aggrappandosi intorno alla vittima. Questi parassiti si nutrono anche della forza vitale delle loro vittime dimostrando un ammontare inusuale di resistenza nel tempo; quando si aggrappano ad una vittima come Superman, sembrano essere quasi indistruttibili.
Durante il post-Guerra contro il Sinestro Corps, Mongul II ottenne un anello del potere qwardiano e come tale ottenne tutti i poteri che derivano dall'avere un anello del potere. Andò avanti uccidendo anche altri cinque membri del Sinestro Corps. e lo si vide indossare altri otto anelli (sei per le sue dita e due per i suoi pollici). Con questi, lo si vide capace di creare dei costrutti complessi, inclusi una serie di catene e collari per la sua camera degli schiavi. Sinestro ora reclamò i suoi anelli gialli, ed imprigionò Mongul nella Batteria del Potere Centrale del Sinestro Corps.

## In altri media

### Crossover Inter-compagnia
- Nella serie limitata JLA/Avengers, Mongul ebbe una breve scena nella storia dove Lanterna Verde testimoniò di essere stato attaccato da alcuni alieni della Marvel Comics conosciuti come la Covata.

### Televisione
- Nella serie animata Justice League, Mongul comparve nell'episodio "Il pianeta della guerra", e fu doppiato in originale dall'attore Eric Roberts. Qui, è il padrone del Pianeta della Guerra e inviò Superman nel pozzo del suo pianeta per il divertimento dei suoi sudditi. Tuttavia, fu sconfitto e scomparve.
- Nella puntata "Per un uomo che ha già tutto" della serie animata Justice League Unlimited (che è un adattamento del fumetto omonimo), Mongul ingannò Superman mandandogli un parassita alieno (una pianta Black Mercy) mascherato da regalo di compleanno. La pianta mise Superman in una sorta di coma, mentre gli faceva vivere una vita immaginaria nella sua mente, una vita in cui Krypton non era mai esploso, un mondo in cui era diventato adulto e dove viveva una vita tranquilla con sua moglie Loana (un mix tra Lois lane e Lana Lang) e suo figlio Van-El. Con l'aiuto di Batman e Wonder Woman, Superman uscì dal trance, con l'immagine illusoria di Krypton che esplode, proprio come fece nella realtà. Infine Wonder Woman riuscì ad intrappolare Mongul con il suo stesso parassita. Nessuno vide mai la fantasia in cui era intrappolato il criminale, ma vi è un istante in cui si sente un urlo di agonia e un suono di guerra, mentre il viso di Mongul si contrae in una specie di sorriso.
- Mongul compare nell'episodio "Scontro nell'arena" della serie animata Batman: The Brave and the Bold. Questa versione di Mongul è Mongul II, e sua sorella Mongal è la sua comandante in seconda. Utilizzò la sua tecnologia per portare Jonah Hex dal passato alla Guerra Mondiale, salvando la sua vita facendolo, e promettendo di riportarlo al suo tempo se lo avesse aiutato a portargli Batman. Qui, Mongul è molto simile a Darkseid, mentre sua sorella ha la stessa voce di Nonnina Bontà, utilizzando anche le sue Furie. Comparve nell'episodio "Death Race to Oblivion" come cattivo principale, costringendo eroi e criminali a competere per la salvezza della Terra.

### Film
- Mongul è uno dei criminali nel film animato Superman/Batman: Nemici pubblici. Qui è uno dei cacciatori di taglie assoldati da Lex Luthor per catturare Superman, sebbene le sue azioni siano controllate da Gorilla Grodd.

### Videogiochi
- Mongul compare nel videogioco Superman Returns, ed è uno dei criminali principali della storia. Il malvagio tiranno intercetta Kal-El mentre ritorna sulla terra dal suo viaggio su Krypton. Costringe Superman a competere nei combattimenti tra gladiatori sul Pianeta della Guerra. Dopo che il Kryptoniano sconfigge tutti i suoi avversari, lo stesso Mongul scende nell'arena per scontrarsi con il supereroe, e scoppia una tremenda battaglia che termina con la vittoria di Superman e l'abbandono del corpo di Mongul nel pozzo dei gladiatori. Mongul giura vendetta e più avanti nel gioco lo si vede farsi strada verso Metropolis in cerca di vendetta. Nel tentativo di distruggere la città, Superman lo sconfigge e lo costringe a scappare dalla Terra.
- Compare come personaggio giocabile in LEGO DC Super-Villains.